# Två herrar
Två herrar är en novellsamling skriven av Gösta Gustaf-Janson och utgiven 1930. Det är Gustaf-Jansons enda novellsamling.

## Handling
Flera av berättelserna utspelar sig utomlands; i Tyskland eller Frankrike vilket är ovanligt i Gustaf-Jansons berättelser.

## Titlar
- Två herrar
- Gubben Elfenben
- Erling Andersen från Hammerfest
- Lektor Bogrens duell
- Rivalerna
- En lycklig människa
- Edgar Allan Söderberg
- Gammal ost
- Roddarna
- Linbanan